# Народна библиотека „Др Ејуп Мушовић” у Тутину
Народна библиотека „Др Ејуп Мушовић” једна је од две установе културе у Тутину. основана је 1989. године. Налази се у објекту дома културе, који је изграђен седамесетих година прошлог века у стилу брутализма. Овај објекат више деценија представља ценар културно – уметничких дешавања у општини Тутин. Име је добила по Ејупу Мушовићу, једаном од најпознатијих историчара из ових крајева. Пре званичног оснивања као самосталне институције, библиотека је радила у склопу Културног центра, под називом „Младост”.

## Организација
Библиотека и има три одељења:
- Завичајно одељење
- Дечје одељење
- Одељење за одрасле

На годишњем нивоу библиотека има око 1.100 чланова, иако ради у свега 150 m². Због малог простора једина у Рашком округу нема простор за одржавање програма, нити читаоницу.

## Активности
Упркос малом простору, Библиотека осим рада са корисницима, понекад организује промоције књига, књижевне вечери, програме за децу и младе, општинска и регионална такмичења. Народна библиотека “Др Ејуп Мушовић” активни је организатор многих дешавања којима је домаћин током целе године, са посебним акцентом на Тутинске књижевне сусрете, који се у континуитету организују пуних 47 година. Библиотека у Тутину такође организује и трибине, промоција нових књига, уз учешће и активну сарадњу институција из региона.

## Издавачка делатност
Народна библиотека „Др Ејуп Мушовић” бави се издавачком делатношћу. Једно од најважнијих издања је Тутински зборник.